# Magic Sam
| Magic Sam                                 | Magic Sam                                 |
| Kattints az alábbi külső linkek egyikére! | Kattints az alábbi külső linkek egyikére! |
| ----------------------------------------- | ----------------------------------------- |
| Nem található szabad kép.(?)              |                                           |
| külső link · jogvédett                    | Magic Sam                                 |

Magic Sam (Grenada, 1937. február 14. – Chicago, 1969. december 1.), amerikai Chicago blues-zenész, gitáros, énekes, dalszerző.

## Pályafutása
Magic Sam 1956-ban Chicagóba került, és nagyszerű gitárjátékával megalapozta állandó szereplését az ottani blues klubokban. 1957-től készített felvételeket. Első slágerei az All Your Love és az Easy Baby voltak.
1960-tól Boyd Atkins is vele dolgozott a felvételeken. 1963-ban a Feelin 'Good (We’re Gonna Boogie című kislemeze megint sláger lett.
Magic Sam áttörést jelentő fellépése az Ann Arbor Blues Fesztiválon volt 1969-ben, amely számos meghívást szerzett számára. Miután turnézott az Amerikai Egyesült Államokban, Angliában és Németországban, felvette a West Side Soul és a Black Magic című albumait.
1969 decemberében váratlanul meghalt – szívroham következtében.

## Albumok
```
1967: West Side Soul
1968: Black Magic
1969: Raw Blues Live 1969
1980: The Late Great Magic Sam
1981: Magic Sam Live
1981: Magic Touch
1989: The Magic Sam Legacy
1991: Give Me Time
2001: With a Feeling!: The Complete Cobra, Chief & Crash Recordings 1957-1966
2002: Rockin' Wild in Chicago
2013: Live at the Avant Garde
```

## Díjak
- 1982: Blues Foundation Blues Music Award for Magic Sam Live in the category Vintage or Reissue Album of the Year
- 1982: Blues Foundation Hall of Fame, induction as Performer
- 1984: Blues Foundation Hall of Fame, West Side Soul selected in the category Classics of Blues Recordings – Albums
- 1990: Blues Foundation Hall of Fame, Black Magic selected in the category Classics of Blues Recordings – Albums